# Hauptsitz der Banco de Moçambique

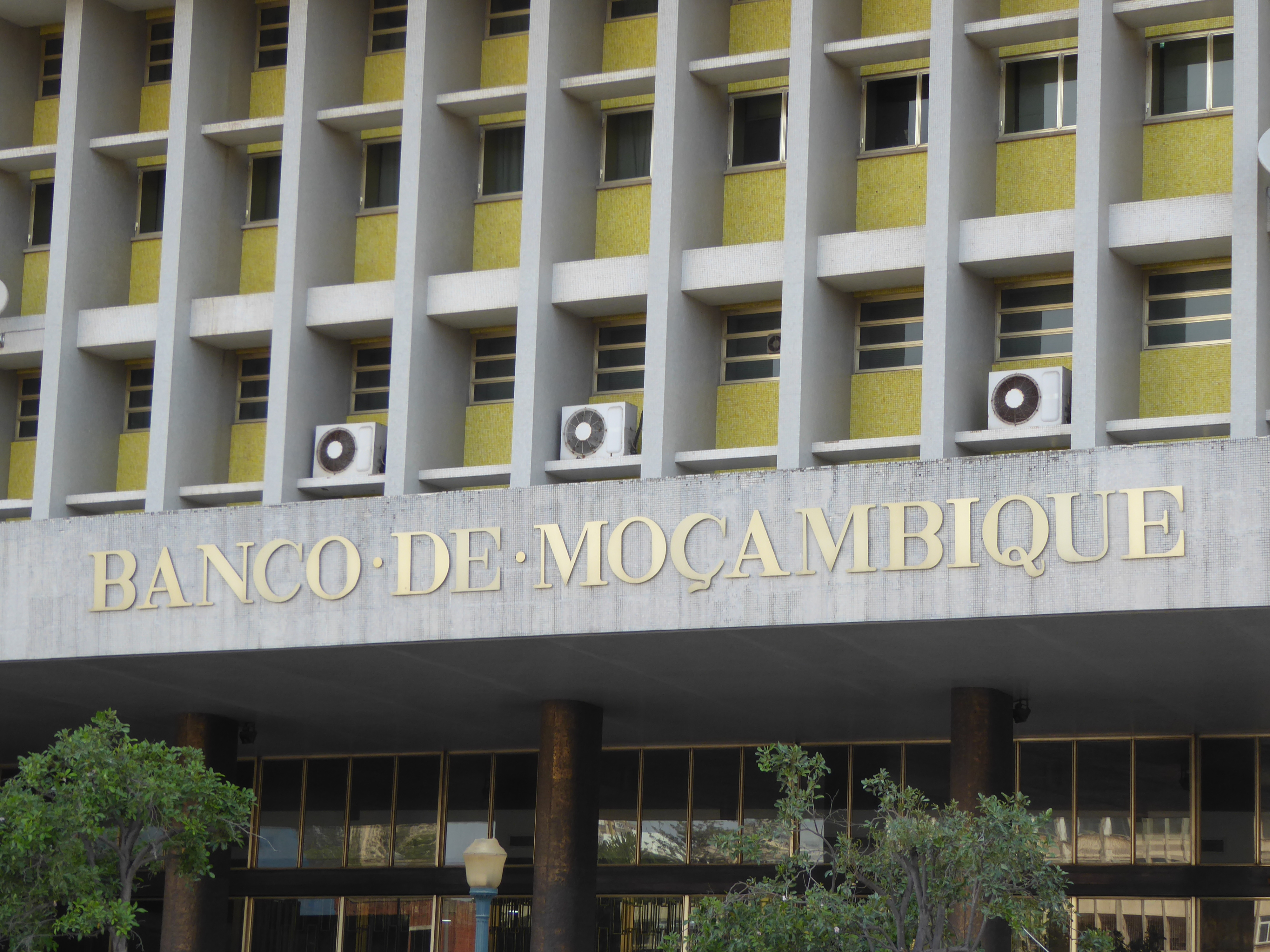
Schriftzug der Banco de Moçambique am Hauptsitz, Eingang zur Avenida 25 de Setembro

Der Hauptsitz der Banco de Moçambique (port. Sede do Banco de Moçambique), historisierend oft auch Sitz der Banco Nacional Ultramarino (port. Sede do Banco Nacional Ultramarino) genannt, befindet sich in der Avenida 25 de Setembro 1695 im zentralen Stadtteil Baixa der mosambikanischen Hauptstadt Maputo. Der von José Gomes Bastos (1914–1991) entworfene Gebäudekomplex wurde 1964 eröffnet und dient seitdem als Bankensitz – zunächst der als Kolonialbank agierenden Banco Nacional Ultramarino, nach der Unabhängigkeit Mosambiks der neu geschaffenen Zentralbank Banco de Moçambique.

## Geschichte
Im Zuge der Besiedelung und Urbanisierung der portugiesischen Kolonie Mosambik (1950er–1970er) durch europäische Zuwanderer wuchs auch das Bedürfnis, neue und repräsentative Filialen für die Banco Nacional Ultramarino (BNU) im Kolonialgebiet zu errichten. Die BNU war die einzige portugiesische Bank, die eine Erlaubnis für die Ausgabe von Banknoten in den portugiesischen Kolonien besaß. Gedruckt wurden die Banknotenausgaben seit 1914 im Escudo-System bei BWC und TDLR. Zudem agierte die BNU in der portugiesischen Kolonie Mosambik als Finanzverwaltung der Kolonie und war wichtigste Geschäftsbank dieses Verwaltungsgebietes.

### Planungen und Bau

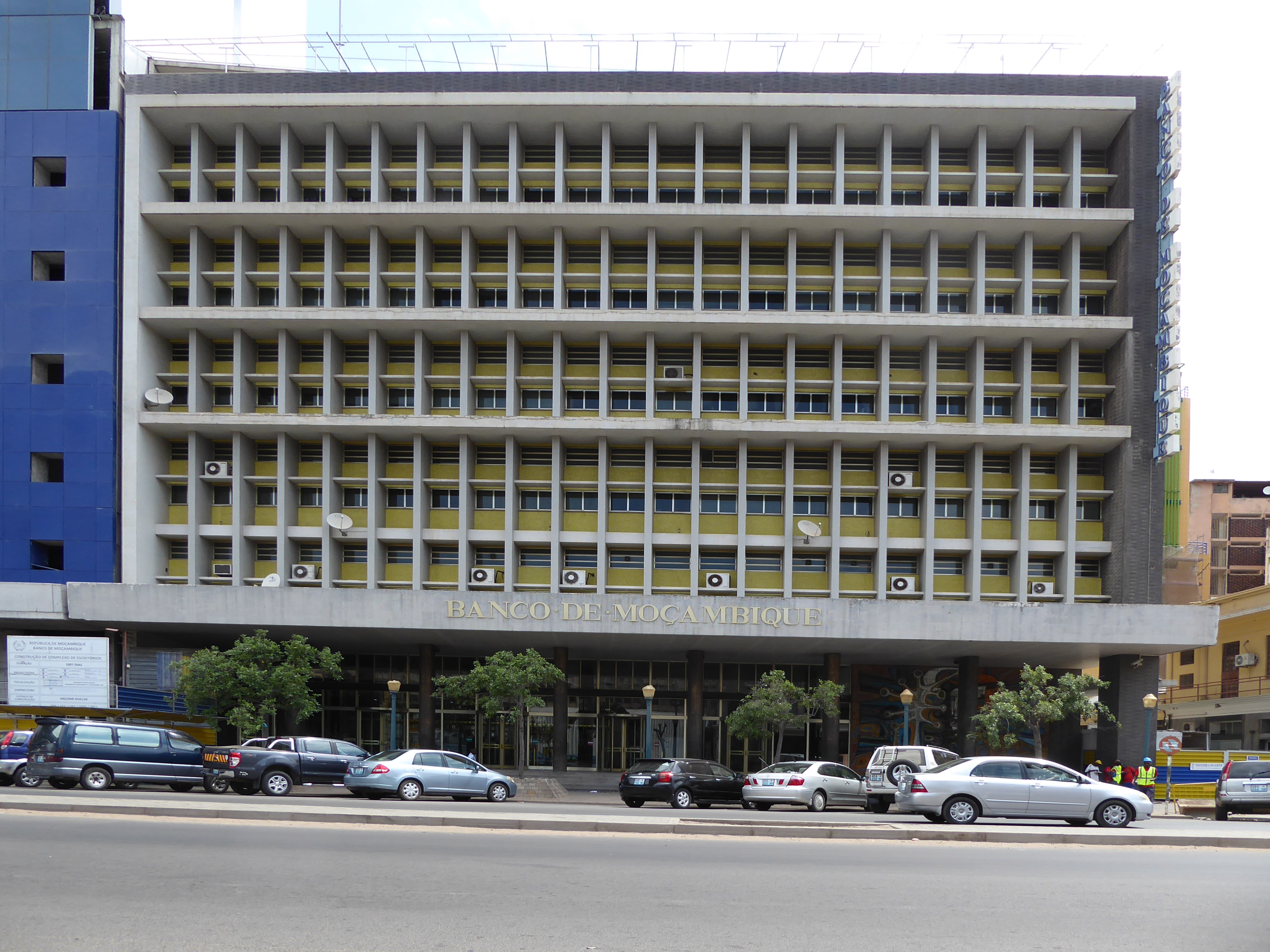
Haupteingang des Sitzes der Banco de Moçambique zur Avenida 25 de Setembro

Die Verwaltung der BNU wählte für die Entwürfe der neuen Geschäftsbauten vor allem Architektinnen und Architekten, die eine starke Verbindung zu Mosambik nachweisen konnten. Damit sollten besonders lokale Architekturbüros, sowie Künstlerinnen und Künstler gefördert werden.  Für den Neubau der Hauptstadtfiliale in Lourenço Marques lud die Verwaltung der Bank 1954 den Architekten José Gomes Bastos ein, einen Entwurf einzureichen. 
Bastos legte 1954/55 einen ersten Entwurf vor, im Zuge dessen wurde klar, dass das Baugelände erweitert werden musste. 1957 unterzeichnete Bastos den Vertrag mit der BNU, sodass ab 1958 das Gelände planiert werden konnte. Die Bauarbeiten für das neue Gebäude begannen Ende 1958/Anfang 1959. Der junge Architekt Marcos Miranda Guedes unterstützte Bastos beim Entwurf des Bankgebäudes. Ursprünglich sollte dieser auch die Bauüberwachung der Baustelle übernehmen – dazu kam es jedoch letztendlich nicht, da die Bank auf eine Bauüberwachung aus Kostengründen verzichtete.
Die Eröffnung des Hauptsitzes fand nach fünf Jahren Bauzeit am 25. Juli 1964 statt. Anwesend waren dabei der Staatspräsident Américo Tomás, der Minister für Übersee António Augusto Peixoto Correia, der kurz zuvor zum Generalgouverneur der Kolonie ernannte José Augusto da Costa Almeida sowie der Erzbischof von Maputo.

### Aufbau

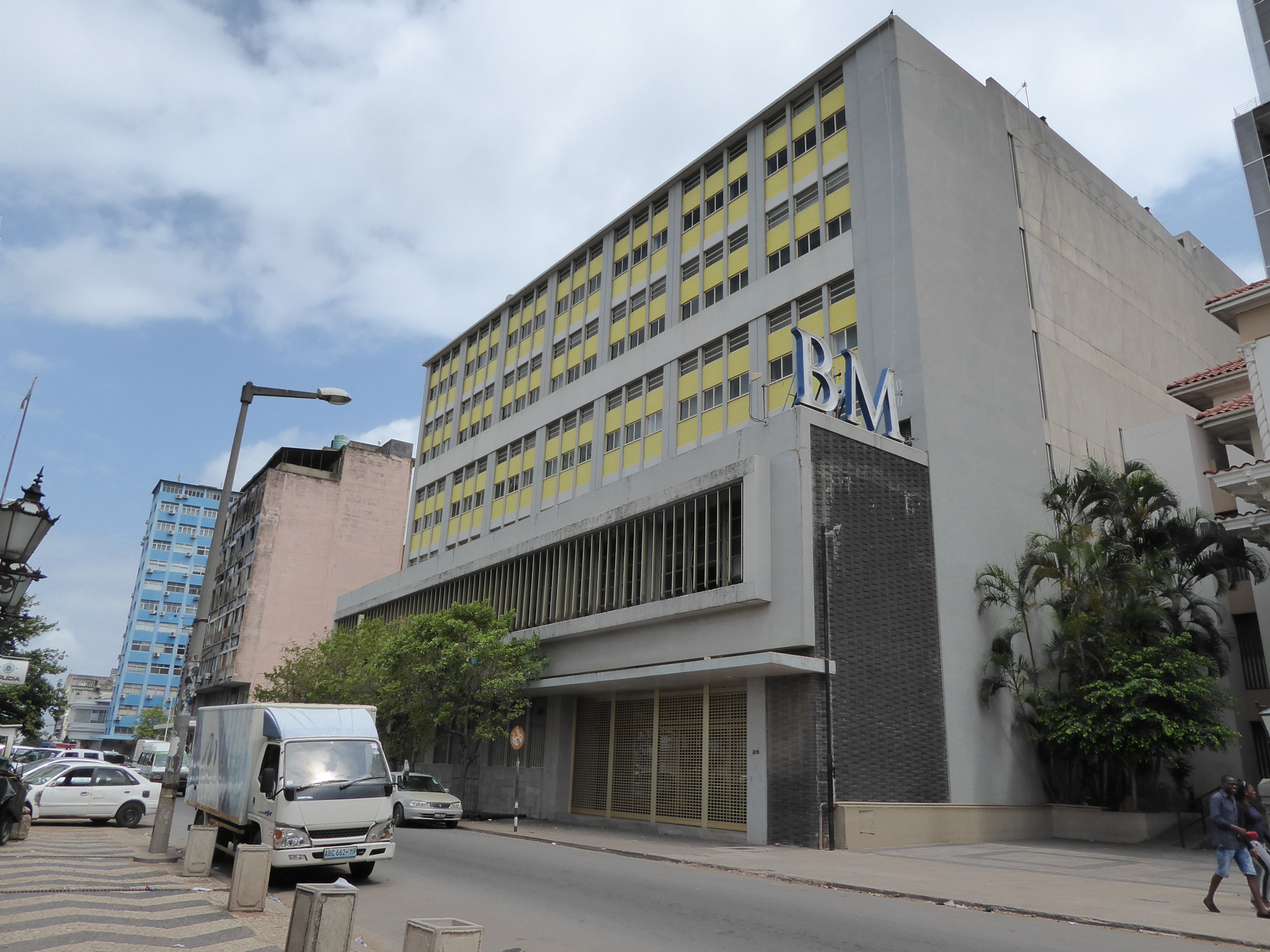
„Rückseite“ des Gebäudekomplexes zur Rua Consiglieri Pedroso

Bastos entwarf den Bankneubau als Gebäudekomplex in Form eines „rechteckigen“ Rings mit drei Straßenfronten zur heutigen Avenida 25 de Setembro (früher Avenida da República), zur Rua Consiglieri Pedroso sowie zu einer kleinen Seitenstraße (heute Rua do Banco). Die Straßenfront zur Avenida 25 de Setembro – mit sieben Stockwerken oberhalb des Eingangs – ist die höchste Front von allen und ist gleichermaßen die architektonisch am unabhängigsten. Der Kontrast zwischen dem verglasten Eingang und den brise-soleils der Stockwerke oberhalb verleihen der Straßenfront einen besonders repräsentativen Anschein.
Die Straßenfront zur Rua Consiglieri Pedroso – zwei direkt zur Straße hin gewandte Stockwerke, mit sechs zurückgesetzten Stockwerken – bildet den Übergang zwischen der mit relativ hohen Gebäuden (sieben bis zehn Stockwerke) bebauten Avenida 25 de Setembro zu der wesentlich kleineren Bebauung in der kolonialen Altstadt um die Rua Consiglieri Pedros und Rua Bagamoyo.
Der Gebäudekomplex besitzt einen weiten, offenen Lichthof, der quasi das Zentrum des Komplexes darstellt. Neben den öffentlichen Bankbereichen und den Büros für die Angestellten der Bank (1., 2., 3. und 8. Stock), erhielt das Gebäude auch Wohnungen für Angestellte im 6. und 7. Stock, eine Sozialberatung im 6. Stock, eine Gesundheitsstation sowie ein „Spielraum“ (Centro Lúdico) im 5. Stock. In seiner Gesamtheit schuf Bastos einen kleinen Bank-Mikrokosmos.

### Kunst im Bau
Auf Einladung von José Gomes Bastos trugen verschiedene Künstlerinnen und Künstler zu dem Bauwerk in künstlerische Art und Weise bei:
- Querubim Lapa, mit einem polychromen Keramikpanel am Eingang
- Manuela Madureira, mit drei aufgehängten Bronzestatuen in der Eingangshalle zur Avenida 25 de Setembro
- Estrela Faria, mit einem Entwurf für die Weiterverwendung von Murano-Glas für das zylinderförmige Treppenhaus
- Francisco Relógio, mit einer wandfüllenden Marmorintarsie im Haupteingang im Erdgeschoss, das die Eroberung von Tanger durch die Portugiesen zeigt (1471)
- Rolando Sá Nogueira, mit einem Ölgemälde im 3. Stock

1962 organisierte die Bank, unterstützt und beraten von José Gomes Bastos, einen Kunstwettbewerb mit dem Ziel, die südwestliche Wand in der Eingangshalle zu gestalten. Den Wettbewerb gewann Jorge Garizo do Carmo; des Weiteren wurden Wandbilder der Künstlerinnen und Künstler João Aires, Dana Michahelles, Araújo Soares, João Paulo und José Padua in den einzelnen Büros platziert. In der Sozialberatung im 6. Stock gelangten Gemälde von Bertina Lopes und Malagantana Valente zur Aufhängung.

### Stil
José Gomes Bastos orientierte sich beim Entwurf des Bankenneubaus an zwei verschiedenen Architekturströmungen der Moderne: Das Hauptgebäude entspricht mit seiner Zweckmäßigkeit, der Balance einzelner Baumaterialien sowie dem strengen Formalismus dem Stil der Neuen Sachlichkeit. Die zwei Hauptfassaden – zur Avenida 25 de Setembro sowie zur Rua Consiglieri Pedro – entsprechen dem Modernismus der 1950 und 1960er Jahre. Mit den Hauptfassaden passte sich der Entwurf von Bastos damit an die anderen in der Zeit entstandenen Gebäude in der Kolonialhauptstadt an.
Als Gesamtwerk diente das Gebäude gleichermaßen als Symbol der „Zivilisierung“, der „Urbanisierung“ und der „Modernisierung“ der Kolonie, ganz im Sinne der ideologischen Ausprägung des Kolonialismus des Estado Novo.

### Veränderungen
Das Bauwerk diente seit seiner Eröffnung als Hauptsitz der Banco Nacional Ultramarino in der portugiesischen Kolonie Mosambik. Nach der Nelkenrevolution in Portugal am 25. April 1974 und dem Ende des Portugiesischen Kolonialkriegs folgte am 25. Juni 1975 die Ausrufung der unabhängigen Volksrepublik Mosambik. Bereits am 17. Mai 1975 war mit der Banco de Moçambique die Zentralbank des neuen Landes geschaffen worden, die nun die Geschäfte der BNU komplett übernahm. Dementsprechend zog die neue Zentralbank auch in das von Bastos entworfene Gebäude ein.
Baulich wurde praktisch keine Veränderungen vorgenommen, sodass das Gebäude bis heute stark dem Originalzustand nahe kommt. Das Bauwerk steht nicht unter Denkmalschutz, ist jedoch in der portugiesischen Denkmaldatenbank Sistema de Informação para o Património Arquitectónico, die auch Werke ehemaliger portugiesischer Kolonien umfasst, unter der Nummer 31679 gelistet.
Mit der schnell wachsenden Wirtschaft – insbesondere durch den erkundeten Gas- und Kohlereserven im Norden Mosambiks – sowie der zunehmenden regionalen Integration im südlichen Afrika – mit dem Plan eine gemeinsame SADC-Währung einzuführen – wuchs der Wunsch, die Räumlichkeiten der Bank zu erweitern. Aus diesem Grund ließ die Zentralbank 2012 das leerstehende Kaufhaus Casa Coimbra neben dem Bankgebäude abreißen und begann mit dem Bau von zwei hohen Bürotürmen. Seit 2018 ist der neue Hauptsitz der Bank fertiggestellt und bezogen, der alte Hauptsitz wird jedoch auch weiterhin genutzt.